# Nadav Ben Jehuda
Nadav Ben Jehuda (hebrejsky נדב בן יהודה‎‎; * 29. února 1988) je izraelský horolezec, záchranář a fotograf. Je prvním Izraelcem, který vystoupil na Annapurnu I, a Izraelcem, který zdolal nejvíce osmitisícovek.

## Životopis
V roce 2012 při výstupu na Mount Everest a asi 300 metrů pod vrcholem narazil na horolezce z Turecka, který byl v bezvědomí. Okamžitě zahájil záchrannou akci, při které riskoval i vlastní život. Během záchranné akce si musel sundat rukavici z pravé ruky a jeho kyslíkový přístroj přestal fungovat. Záchranná akce skončila úspěšně, ale Ben Jehuda v jejím důsledku utrpěl vážná fyzická zranění, včetně obav z amputace čtyř prstů pravé ruky. Za tento čin mu byla na slavnostním ceremoniálu udělena prezidentská medaile. Během horolezecké sezóny na jaře 2012 zahynulo na Mount Everestu 10 horolezců.
Dne 9. března 2012 překonal izraelský rekord v běhu do schodů mrakodrapů v kategorii Run-Up, když 13x za sebou zdolal nejvyšší budovu Izraele – věž Moše Aviva. Celkem zdolal 19 721 schodů.
V září 2012 vztyčil vlajku Izraele, kterou mu udělil prezident Šimon Peres, na vrcholu hory Kazbek v Gruzii – jednom z nejvyšších vrcholů Kavkazu.
V říjnu 2012 uskutečnil sólovýstup alpským stylem na dva nejvyšší vrcholy v Pyrenejích.
V roce 2014, během jedné horolezecké sezóny, se vydal na dvě hory přesahující 8000 metrů a na vrcholu šesté nejvyšší hory světa Čo Oju (8 206 m n. m.) vyzvedl kartu dárce orgánů.
Na začátku října 2014 byl povolán ministerstvem zahraničních věcí a izraelským velvyslanectvím v Nepálu k pátracím a záchranným akcím během katastrofy způsobené sněhovou bouří v nepálském části Himálaje. Katastrofa byla způsobena cyklonem Hudhud a měla za následek smrt 43 lidí, 50 se pohřešovalo a více než 175 bylo zraněno. Při katastrofě zahynuli čtyři Izraelci.
Koncem října 2014 byl vyslán izraelským velvyslanectvím v Nepálu na záchrannou misi na místo nehody autobusu, který se převrátil a spadl ze skály v oblasti pohoří Langtang. Nehoda měla za následek smrt 14 lidí a více než 50 jich bylo zraněno. Dvě izraelské cestovatelky při nehodě zahynuly a čtyři další utrpěly různě těžká zranění.
V roce 2014 byl vybrán Izraelskou asociací pro neolympijské sporty za nejlepšího sportovce v oblasti alpského stylu lezení.
V lednu 2015 vystoupil na Kilimandžáro, nejvyšší horu Afriky. Na vrcholu požádal svou partnerku Lenu o ruku a během téhož roku se vzali.
V roce 2015 se stal prvním Izraelcem, který vystoupil na vrchol hory Elbrus v zimním období. Jedná se o významný výkon, protože v zimě teploty na hoře klesají na méně než –55 °C a vítr vane rychlostí více než 85 kilometrů za hodinu.
Dne 1. května 2016 jako první Izraelec vystoupil na Annapurnu I, desátou nejvyšší horu světa (8 091 m n. m.), která je považována za nejsmrtonosnější horu světa. Výstup na Annapurnu je významným úspěchem vzhledem k vysoké úmrtnosti, která přesahuje 30 %, a doposud na ni úspěšně vystoupilo jen asi 200 lidí z celého světa. Na vrchol vynesl vlajku Izraele a další vlajku se jmény Izraelců, kteří zahynuli při katastrofách v Nepálu.
V září 2017 uskutečnil rychlý výstup na osmitisícovku bez použití kyslíkového přístroje nebo jakékoliv předběžné aklimatizace. Vybranou horou byla Manáslu (8 163 m), osmá nejvyšší hora světa, a celý výstup trval 14 dní.
V únoru 2017 byl vybrán časopisem Forbes na seznam nejvlivnějších lidí mladších 30 let.
V květnu 2018 při výstupu bez použití kyslíkového přístroje na Kančendžengu, třetí nejvyšší horu světa, spadl a zranil se pod vrcholem hory. Nejprve byl považován za mrtvého a následující noc a den strávil v extrémních podmínkách sám. Druhý den byl identifikován a zachráněn s těžkými omrzlinami a vážnými zraněními.

## Úspěšné výstupy
- Mount Everest (8 849 m n. m.)
- Elbrus (5 642 m n. m.)
- Annapurna I (8 091 m n. m.)
- Denali (6 190 m n. m.)
- Kilimandžáro (5 895 m n. m.)
- Mount Kosciuszko (2 228 m n. m.)
- Čo Oju (8 201 m n. m.)
- Manáslu (8 163 m n. m.)
- Kančendženga (8 586 m n. m.)
- Aconcagua (6 961 m n. m.)
- Kazbek (5 047 m n. m.)